# Ivan Patzaichin
Ivan Patzaichin, né le 26 novembre 1949 à Șontea (Mila 23) (Roumanie) et mort le 5 septembre 2021 à Bucarest (Roumanie), est un céiste roumain d'origine lipovène. 

## Biographie
« Né sur l'eau », il « apprend à tirer les avirons en même temps qu'à marcher »  selon ses propres dires. En activité dans les années 1970 et 1980, il pratique alors la course en ligne et évolue au sein du club de canoë-kayak du « Dinamo Bucarest ». Il est quadruple champion olympique et neuf fois champion du monde de sa discipline. Il devient ensuite constructeur de lotcas et de canoës pour le sport et la plaisance, créateur d'une ligne de vêtements en matériaux naturels à son nom, et s'implique avec la Réserve naturelle dans la préservation des milieux naturels des bouches du Danube et de la mer Noire,.

## Palmarès

### Jeux olympiques
Patzaichin participe à cinq Jeux olympiques et remporte quatre médailles d'or et trois d'argent. Il ne remporte pas de médailles lors des Jeux olympiques de 1976 à Montréal.
- Jeux olympiques de 1968 à Mexico :
  -  Médaille d'or en C-2 1 000 m.

- Jeux olympiques de 1972 à Munich :
  -  Médaille d'or en C-1 1 000 m.
  -  Médaille d'argent en C-2 1 000 m.

- Jeux olympiques de 1980 à Moscou :
  -  Médaille d'or en C-2 1 000 m.
  -  Médaille d'argent en C-2 500 m.

- Jeux olympiques de 1984 à Los Angeles :
  -  Médaille d'or en C-2 1 000 m.
  -  Médaille d'argent en C-2 500 m.

### Championnats du monde
Un total de vingt-deux médailles est remporté par Ivan Patzaichin lors des Championnats du monde de course en ligne, dont neuf en or.
- Championnats du monde de course en ligne (canoë-kayak) 1970 à Copenhague :
  -  Médaille d'or en C-2 1 000 m.

- Championnats du monde de course en ligne (canoë-kayak) 1971 à Belgrade :
  -  Médaille d'argent en C-2 1 000 m.
  -  Médaille de bronze en C-1 500 m.

- Championnats du monde de course en ligne (canoë-kayak) 1973 à Tampere :
  -  Médaille d'or en C-1 1 000 m.
  -  Médaille d'or en C-2 1 000 m.
  -  Médaille de bronze en C-1 500 m.

- Championnats du monde de course en ligne (canoë-kayak) 1974 à Mexico :
  -  Médaille de bronze en C-1 500 m.
  -  Médaille de bronze en C-1 1 000 m.
  -  Médaille de bronze en C-1 10 000 m.

- Championnats du monde de course en ligne (canoë-kayak) 1975 à Belgrade :
  -  Médaille d'argent en C-1 1 000 m.

- Championnats du monde de course en ligne (canoë-kayak) 1977 à Sofia :
  -  Médaille d'or en C-1 1 000 m.
  -  Médaille de bronze en C-1 10 000 m.

- Championnats du monde de course en ligne (canoë-kayak) 1978 à Paris :
  -  Médaille d'or en C-1 10 000 m.
  -  Médaille de bronze en C-1 1 000 m.

- Championnats du monde de course en ligne (canoë-kayak) 1979 à Duisbourg :
  -  Médaille d'or en C-2 500 m.
  -  Médaille de bronze en C-1 1 000 m.
  -  Médaille de bronze en C-1 10 000 m.

- Championnats du monde de course en ligne (canoë-kayak) 1981 à Nottingham :
  -  Médaille d'or en C-2 1 000 m.
  -  Médaille d'argent en C-2 10 000 m.

- Championnats du monde de course en ligne (canoë-kayak) 1982 à Belgrade :
  -  Médaille d'or en C-2 10 000 m.

- Championnats du monde de course en ligne (canoë-kayak) 1983 à Tampere :
  -  Médaille d'or en C-2 1 000 m.
  -  Médaille d'argent en C-2 10 000 m.